# Pterolophia fuscofasciata
Pterolophia fuscofasciata là một loài bọ cánh cứng trong họ Cerambycidae.